# الحزب الديمقراطي الاجتماعي (ليتوانيا)
الحزب الديمقراطي الاجتماعي (بالليتوانية: Lietuvos socialdemokratų partija) هو حزب سياسي ليتواني، أسس في 1 مايو 1896، يقع مقره في فيلنيوس، وقد بلغ عدد أعضائه 18,532 في 2018.

## أعضاء بارزون
- كود سباركل
- تحديث القائمة

- فليكس دزيرجينسكي
- ألجيرداس برازوسكاس
- Algirdas Butkevičius
- Zigmantas Balčytis
- Linas Antanas Linkevičius
- Vytenis Andriukaitis
- Steponas Kairys
- Saulius Sondeckis
- Juozas Olekas
- Česlovas Juršėnas